# Trommel
Un trommel (de l'allemand Trommel - tambour) ou crible rotatif est un crible où la surface criblante est en forme de cylindre ou de tronc de cône.

## Description
La surface criblante est montée sur un arbre rotatif horizontal ou proche de l'horizontal ou sur des rouleaux tournants. La matière à cribler est versée à l'intérieur du cylindre ou le tronc de cône.

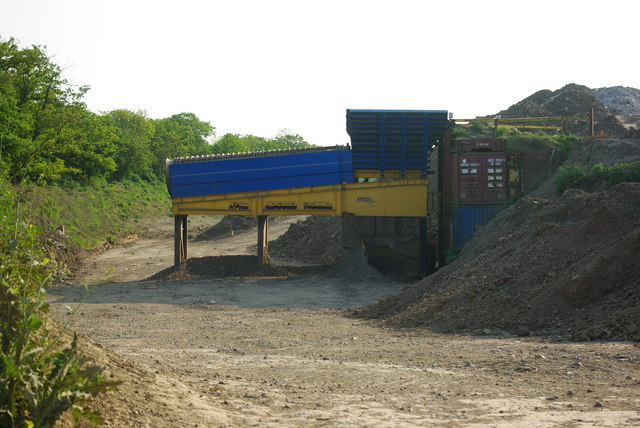
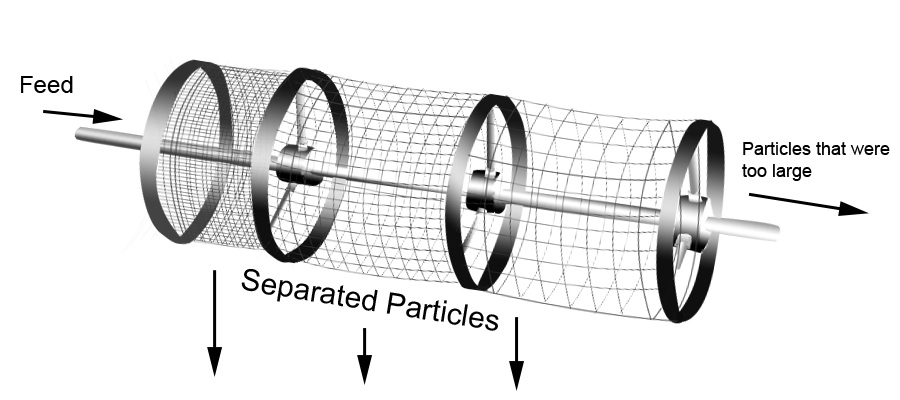

## Utilisations
Il est utilisé pour séparer les matériaux par taille - par exemple, séparer la fraction biodégradable des déchets municipaux ou séparer différentes tailles de pierres concassées.
Les trommels portatifs sont souvent utilisés dans la production de produits organiques à partir de différents types de déchets.
Par exemple, les entreprises d'excavation peuvent séparer les débris du site en deux fractions, une terre vendable pour les exploitations agricoles ou les pépinières, ainsi que des rochers pour des travaux d'aménagement paysager. Cela permet à l'entrepreneur de revendre ses déchets, au lieu de supporter le coût de les envoyer en filière d'élimination.
Le même principe s'applique à la production de compost, sable/gravier, sous-produits de scierie et déchets municipaux.
Les trommels sont aussi utilisés dans la recherche d'or à partir de sols riches en minéraux. La terre est décomposée par jet d'eau à haute pression avant d'entrer dans le trommel, qui finit de séparer la terre et les cailloux, pendant que les fragments d'or sont récupérés dans des nattes spéciales en plastique.